# Arnold Gaedeke

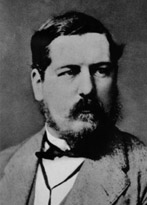
Arnold Gaedeke

Arnold Heinrich Gaedeke, född 4 november 1844 i Königsberg (nuvarande Kaliningrad), död 7 oktober 1892 i Dresden, var en tysk historiker.
Gaedeke studerade historia och konsthistoria i Königsberg, Berlin, Heidelberg och Göttingen och blev 1867 filosofie doktor vid Heidelbergs universitet, där han 1870 blev privatdocent i historia. Han deltog 1870–1871 i fransk-tyska kriget och blev 1874 extra ordinarie professor i historia i Heidelberg samt 1882 vid Polytechnikum i Dresden, en befattning vilken han innehade intill sin död.